# Fuentesclaras de Chillarón
Fuentesclaras de Chillarón es una localidad del municipio conquense de Fuentenava de Jábaga, en la Comunidad Autónoma de Castilla-La Mancha (España). 
La iglesia está dedicada a san Juan Bautista.

## Localidades limítrofes
Confina con las siguientes localidades:
- Al norte con Villar de Domingo García.
- Al este con Tondos.
- Al sureste con Arcos de la Cantera.
- Al sur con Navalón.
- Al oeste con Villar del Saz de Navalón.
- Al noroeste con Sotoca.

## Demografía
| Gráfica de evolución demográfica de Fuentesclaras del Chillarón entre 1842 y 1970 |
| |
| Población de derecho según los censos de población del INE Población de hecho según los censos de población del INEEn estos censos se denominaba Fuentes Claras: 1842, 1857, 1860, 1877, 1887, 1897, 1900, 1910 y 1920 Entre el censo de 1981 y el anterior, este municipio desaparece porque se integra en el municipio Fuentenava de Jábaga |

Evolución de la población
| Gráfica de evolución demográfica de Fuentesclaras de Chillarón entre 2000 y 2017 |
|                                                                                  |
| Población de derecho (2000-2017) según el padrón municipal del INE               |

## Historia
Así se describe a Fuentesclaras de Chillarón en el tomo VIII del Diccionario geográfico-estadístico-histórico de España y sus posesiones de Ultramar, obra impulsada por Pascual Madoz a mediados del siglo XIX:

Lugar con ayuntamiento en la provincia, diócesis y partido judicial de Cuenca (2 leguas), audiencia territorial de Albacete (21), capitanía general de Castilla la Nueva (Madrid 22); Situado en terreno montuoso resguardado de todos vientos con clima sano. Consta de 40 casas que generalmente son chozas, mal distribuidas; tiene un edificio que servía de pósito y una iglesia parroquial (San Juan Bautista) servida por un cura de entrada y de provisión ordinaria, y un cementerio próximo a dicho templo en terreno ventilado que en nada perjudica a la salud pública. Confina el término N con Villalvilla; E Noheda; S Navalón, y O Sotoca; en él hay una fuente de agua salobre de la que se forman el arroyo de Chillarón ya descrito en el artículo de Cuenca, provincia (V.). El terreno es desigual por las muchas cuestas y barrancos que en él se encuentran, de calidad muy ínfima y casi todo yesales. Caminos: no los hay, pues son sendas y veredas que conducen a los pueblos limítrofes. La correspondencia se busca en la capital del partido. Producciones: muy poco trigo insuficiente para el consumo del corto vecindario. Población: 12 vecinos, 36 almas. Capital territorial productivo: 419.640 reales. Imponible: 20.982. El presupuesto municipal asciende a 2.000 reales y se cubre en parte con 400 que reditúa un horno de pan cocer de la pertenencia de propios y lo restante por reparto vecinal.
Diccionario geográfico-estadístico-histórico de España y sus posesiones de Ultramar

Hasta la reforma de la nomenclatura municipal de 1916 el municipio se llamaba simplemente Fuentes Claras. En dicha fecha su nombre fue modificado por el de Fuentes Claras del Chillarón.